# 黄从新
黄从新（1951年6月17日—），出生于湖北省汉川县。1976年毕业于湖北医学院（今武汉大学医学部）医学系，1987年获湖北医学院硕士学位，1991年获同济医科大学医学博士学位。曾任武汉大学副校长，兼研究生院、武汉大学附属人民医院院长，心血管内科教授、主任医师、博士生导师。2013年进入中国工程院医药卫生学部院士候选名单。

## 简历
- 1976年12月至1979年12月任湖北汉川县医院、刘家桥医院内科医师
- 1992年7月晋升为副教授
- 1993年10月晋升为教授、主任医师
- 1994年遴选为博士生导师
- 2000年8月至2003年10月任武汉大学副校长、人民医院院长；
- 2003年11月至2012年任武汉大学党委常委、副校长、人民医院院长。